# Menacer
La Menacer es una pistola de luz lanzada por Sega en 1992 para sus consolas de videojuegos Sega Genesis y Sega CD. Fue creada en respuesta a la Super Scope de Nintendo y como sucesora del Master System Light Phaser de Sega. El arma está construida a partir de tres partes desmontables —pistola, culata, mira— y se comunica con la televisión a través de un sensor de infrarrojos. La Menacer se anunció en el Consumer Electronics Show de mayo de 1992 en Chicago y se lanzó ese mismo año. El arma estaba empaquetada con un cartucho de seis juegos, en su mayoría juegos de tiro. Sega también lanzó un paquete con la Menacer y el juego Terminator 2: The Arcade Game.
El productor de Sega, Mac Senour, fue responsable del proyecto Menacer y diseñó el paquete de seis juegos. Originalmente propuso minijuegos que no fueran de disparos basados en licencias existentes de Sega como Joe Montana, David Robinson y ToeJam & Earl, pero la mayoría de los prototipos fueron abandonados debido al alto costo en favor de más juegos de tipo disparo. Sega no planeó otro lanzamiento propio para Menacer aparte del multicart incluido. Los juegos compatibles se publicaron hasta 1995.
La Menacer es recordada como un fracaso comercial y de crítica. Los analistas sintieron que el paquete de seis juegos era insatisfactorio y repetitivo, y desaprobaron la falta de juegos para el periférico. El título derivado de ToeJam & Earl tuvo la más alta consideración y los críticos recomendaron el juego Terminator 2 compatible con Menacer. En 2005 se lanzó una consola dedicada de pistola a luz que incluye el paquete de seis juegos.

## Descripción

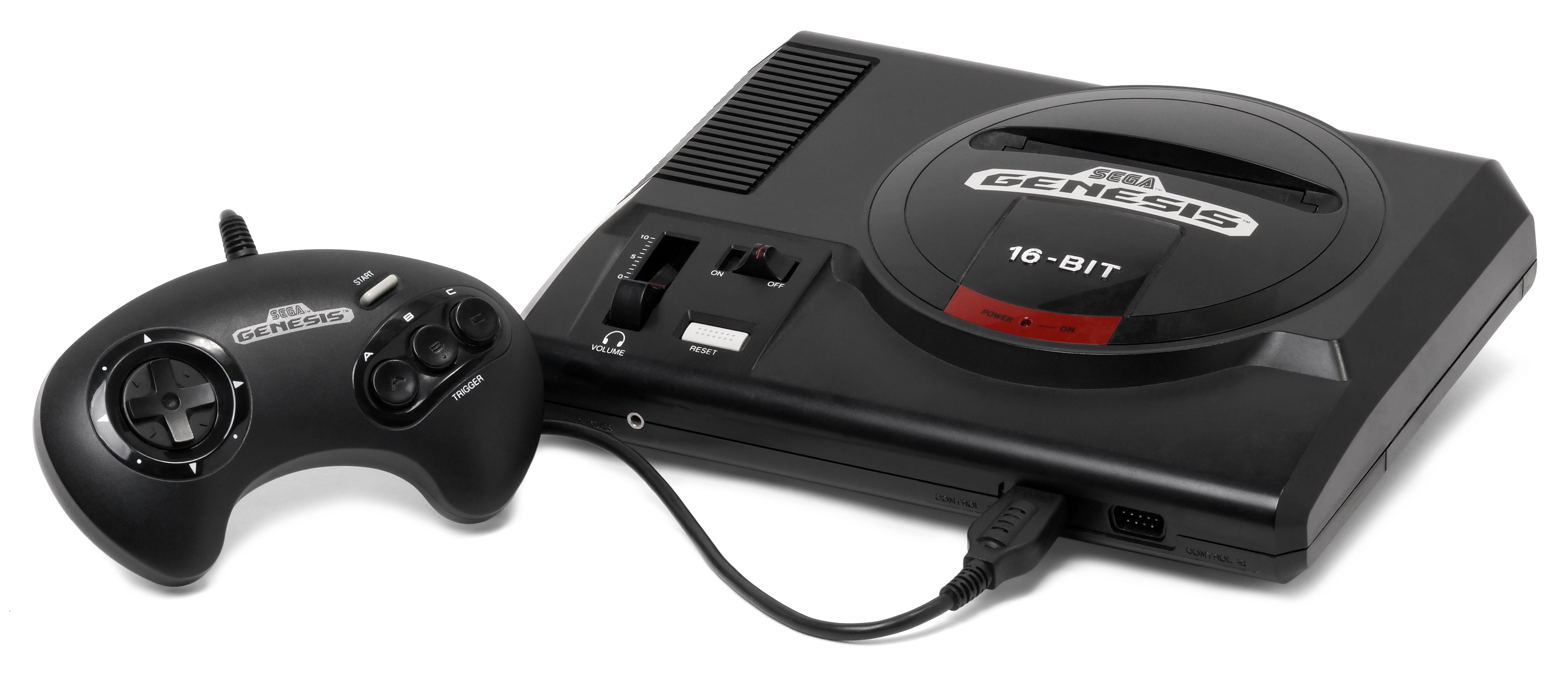
Sega Genesis

La Menacer, de color gris, blanco y rojo, es una pistola de luz para Sega Genesis. Está armada por tres partes separables: una pistola, miras gemelas y una culata. En la marca del periférico, estas partes se llamaban Master Module, Binocular Module y Stabilizer Module, respectivamente. La pistola tiene una empuñadura doble y dispara el rayo infrarrojo con un gatillo ubicado en el agarre. Hay tres botones en la empuñadura frontal de la pistola: uno pausa el juego y los otros dos proporcionan funciones específicas del juego. A diferencia de la Super Scope, la Menacer tiene dos transmisores de infrarrojos. La culata esquelética opcional y las miras gemelas binoculares se diseñaron para mejorar la puntería. Digital Spy informó que las miras gemelas nunca funcionaron como se esperaba, y Sega Force escribió que el arma debe recalibrarse al agregar o quitar las miras. La calibración se realiza apuntando a un objetivo de diana para ajustar la sensibilidad del arma. Fue diseñada para ser reensamblada según las necesidades del jugador.
Los disparos del arma están controlados por su puntería hacia el televisor. Funciona con baterías y junto con un sensor conectado al segundo puerto de controles y colocado encima de la pantalla del televisor. El sensor cuenta las líneas de escaneo de televisión CRT para detectar los disparos del jugador. Sega Force notó que el control actúa de manera errática cuando se usa bajo iluminación fluorescente. Sega recomendó colocarse a 8 pies (2,4 m) de distancia del receptor, aunque el periférico funciona a entre cuatro y doce pies (1 a 4 m) del televisor. Sega Force informó que el periférico dura aproximadamente dieciocho horas con baterías nuevas, aunque Will Smith de The Hawk Eye estimó menos —«una cuestión de horas»—. Toronto Star escribió que la Menacer dura veinte horas, a diferencia de las cincuenta a ciento cuarenta horas de la Super Scope. La Menacer no tiene interruptor de encendido: se activa automáticamente cuando se apunta al televisor y se apaga después de treinta segundos sin actividad. La Super Scope es diferente, ya que agota completamente sus baterías cuando se la deja encendida. La opción Accu-Sight de la Menacer coloca una mira en la pantalla para eliminar la necesidad de apuntar manualmente a través de ella. El arma no tiene un modo «turbo» para disparo continuo, a diferencia de la Super Scope.

## Historia

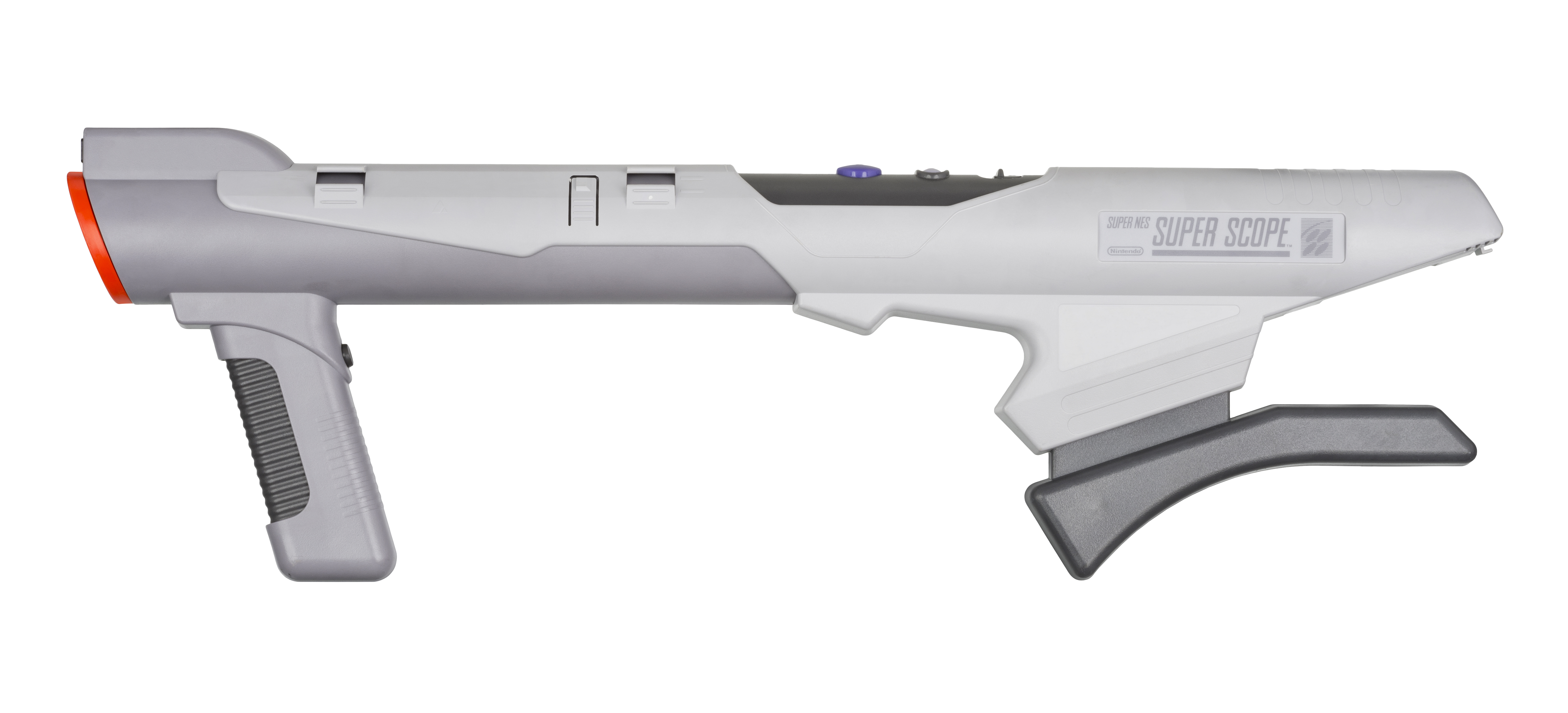
Nintendo Super Scope, el periférico que impulsó la Menacer

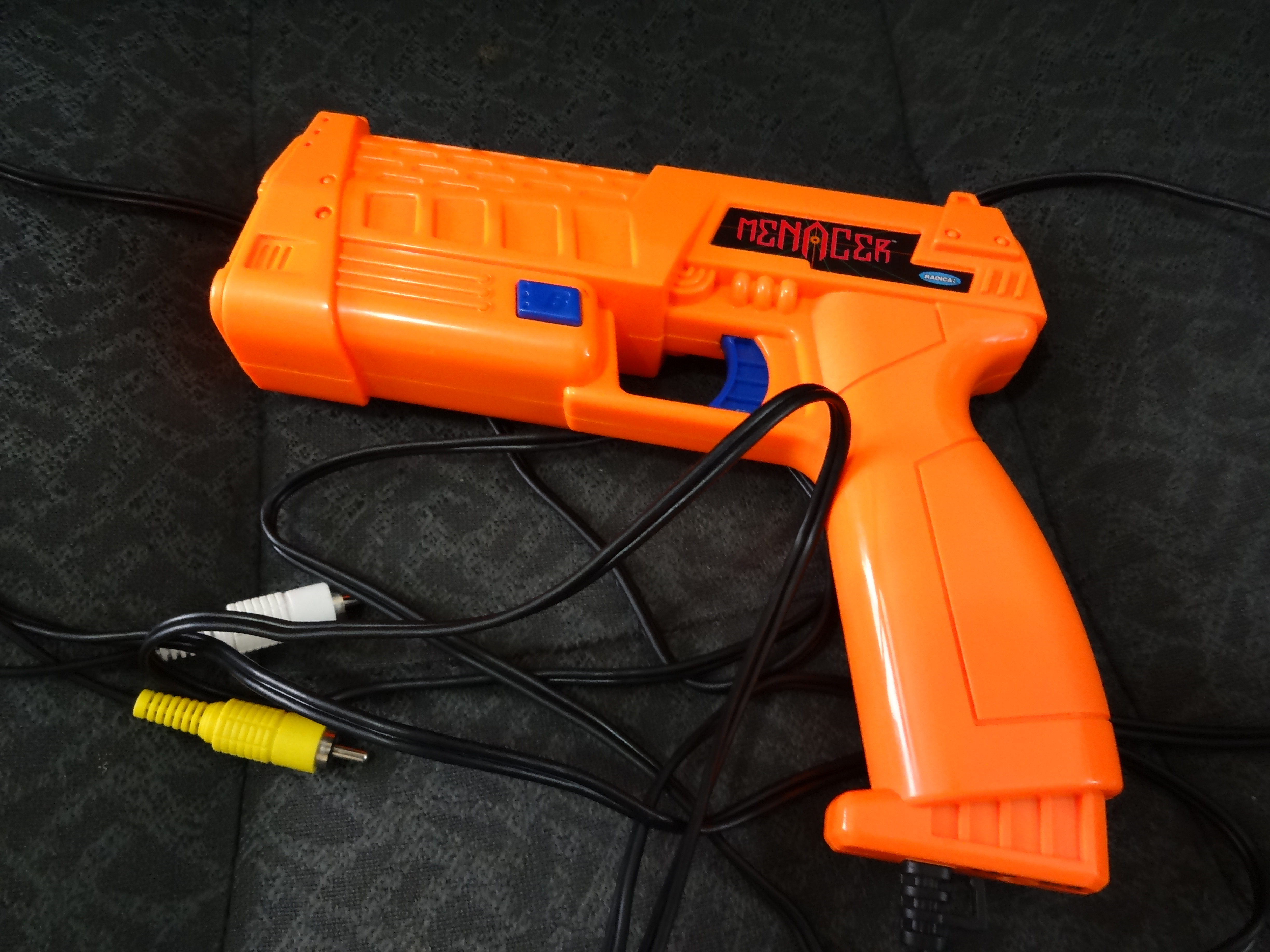
La consola dedicada directa a TV de Radica de 2005 reproduce el cartucho de seis juegos de la Menacer sin una Sega Genesis.

La Menacer fue producida en respuesta a la Nintendo Super Scope lanzada varios meses antes, aunque Sega tenía la intención de promover el periférico como algo más que una copia. Estos dos periféricos llevaron los ports de juegos arcade con pistolas de luz a las consolas domésticas. la Menacer es el sucesor del Light Phaser del Master System.
Mac Senour, productor de Sega y el «chico del hardware» de la empresa, era responsable del periférico y su cartucho de seis juegos. Diseñó los seis minijuegos basándose en la propiedad intelectual y las licencias anteriores de Sega, como ToeJam & Earl, siguiendo la instrucción de evitar los juegos de disparos. Sus prototipos incluían juegos basados en Joe Montana —Joe Montana Wide Receiver Training Camp— y David Robinson, pero cuando se presentaron, la compañía pidió más títulos de disparos y descartó todos los que eran basados en licencia —además de ToeJam & Earl, cuya licencia era gratuita— debido a su coste añadido. Su prototipo de «juego Blockout inverso» fue el único otro título incluido en el cartucho final. Senour recordó que en su presentación en el cubículo ante el presidente de Sega Japón, el ejecutivo no dijo nada más que «muy bien» antes de irse. Sega no planeó ningún otro lanzamiento propio para la Menacer; Senour recordó que «se rieron cuando propuse más».
Sega anunció la Menacer junto con el Sega CD en el Consumer Electronics Show de mayo de 1992 en Chicago y el periférico fue lanzado a finales de ese año. En diciembre de 1992, la Menacer comenzó a enviarse con Terminator 2: The Arcade Game como un paquete. Goodby, Silverstein & Partners produjo anuncios televisivos de la Menacer dirigidos por Danny Boyle. Playthings informó que los minoristas de juguetes de Chicago promocionaron los productos electrónicos de Sega, incluido la Menacer, sobre los de Nintendo durante sus promociones de Acción de Gracias de 1992. Las ventas de Sega superaron a las de Nintendo durante la temporada navideña de 1992 y ganaron prestigio cultural para la Menacer entre otros periféricos. Electronic Gaming Monthly informó en marzo de 1993 que la Menacer no tendría un juego nuevo durante seis meses. Los títulos compatibles se siguieron publicando hasta 1995.
Mac Senour dejó Sega en 1993 por Atari, donde recibió un aumento de salario y estatus. Posteriormente trabajó en Konami y Electronic Arts. En sus primeros días en Atari, Senour fue enviado a París, donde recordó ver Menacers sin vender en una exhibición de Virgin Megastore. Sus traductores le dijeron al empleado que Senour era responsable de la Menacer, y cuando se ofreció a autografiar sus acciones, el empleado respondió en un inglés flojo que Senour podía autografiar los artículos que compró.
En 2005, Radica creó una consola dedicada directa a TV basada en la Menacer con el cartucho original de seis juegos integrado en un control de pistola de luz como parte de su línea Play TV Legends de consolas dedicadas de Sega Genesis. Aunque Retro Gamer escribió que el arma de Radica se basa en el diseño de la pistola de luz de Sega Saturn y no en el de Menacer.

## Juegos
Los juegos incluyen el cartucho de seis minijuegos incluidos de la Menacer para un jugador, que consiste principalmente en títulos de galería de tiro:
- Ready, Aim, Tomatoes! es un spin-off del ToeJam & Earl original donde el jugador —como ToeJam—[8] dispara tomates a los enemigos de la serie ToeJam & Earl para obtener puntos a medida que se desplaza la pantalla. La velocidad de desplazamiento aumenta con la duración del juego.[11] Los enemigos —dentistas, demonios y cupidos— devuelven el fuego a lo largo de los diez niveles.[6] El juego también incluye potenciadores y fijación de objetivos para ayudar a la precisión del jugador.[11]
- En Rockman's Zone, la pantalla se desplaza por calles de casas mientras el jugador dispara a criminales y se abstiene de disparar a transeúntes inocentes, por lo que se pierde una vida.[11] En niveles posteriores, los delincuentes responden al fuego más rápido.[8]
- Space Station Defender es similar a Tomatoes! con aspectos de memoria añadidos. En cada nivel, los jugadores disparan cápsulas llenas de enemigos mientras caen hasta ocho en una secuencia memorizable.[11] Hay novecientos noventa y nueve niveles, una Power Zone para cargar disparos y potenciadores que incluyen escudos adicionales.[6]
- Whack Ball es comparable a Breakout: el jugador controla una bola grande con la Menacer para empujar una bola más pequeña en pantalla hacia los ladrillos que cambian de color que se alinean en la pared. Una vez que todos los ladrillos cambian de color, el jugador pasa al siguiente nivel.[11] Algunos bloques son potenciadores que cambian el tamaño de la bola más grande o añaden unas más pequeñas al juego.[8] Los que golpeen ladrillos destellantes serán eliminados. Guiar inadvertidamente la bola a través de un agujero en la pared termina el juego.[11]
- En Front Line, el jugador se defiende de tanques y aviones con una ametralladora y misiles[11] con munición ilimitada.[6]
- En Pest Control, la visión del jugador se limita a una pequeña área de la pantalla alrededor de la mira Accu-Sight mientras busca cucarachas que intentan comerse una pizza en pantalla.[11] Dos potenciadores diferentes iluminan brevemente la pantalla y eliminan todos los bichos.[6] Los niveles posteriores presentan insectos más grandes que contienen bombas y bichos pequeños y rápidos.[8]

Digital Spy mencionó Body Count, Terminator 2: The Arcade Game y Mad Dog McCree como otros juegos notables de la Menacer. Terminator 2 fue el primer juego externo que funcionó con el periférico, el único confirmado en diciembre de 1992. Los programadores de Terminator, Probe Software, comenzaron más tarde a trabajar en otro juego compatible con la Menacer. Terminator 2 tiene un modo para dos jugadores que usa una Menacer y un mando normal. Sega Force informó que el juego de la Menacer se registró más rápido que el mando de Genesis. Mad Dog McCree, un shoot'em up de acción en vivo del Salvaje Oeste para Sega CD, usaba un mando o una selección de varias pistolas de luz: Menacer, Konami Justifier o la pistola de luz compatible del desarrollador del juego. En Body Count (1994), el jugador defiende la Tierra de una invasión alienígena. Irish Times escribió que el juego es «ideal para ... la Menacer» y, de lo contrario, «debe evitarse». El periférico también es compatible con otros títulos de Corpse Killer y American Laser Games, como Who Shot Johnny Rock? La pistola no funciona con los juegos Lethal Enforcers o Snatcher de Konami, que utilizan el Konami Justifier.
| Título                           | Fecha de lanzamiento (consola)              |
| -------------------------------- | ------------------------------------------- |
| Cartucho de 6 juegos del Menacer | - NA Octubre de 1992 - EU Diciembre de 1992 |
| T2: The Arcade Game              | 6 de junio de 1992 (Genesis)                |
| Mad Dog McCree                   | 22 de abril de 1993 (Sega CD)               |
| Body Count                       | - EU Julio de 1994 - NA 1995 (Sega Channel) |
| Who Shot Johnny Rock?            | 21 de septiembre de 1994 (Sega CD)          |
| Mad Dog II: The Lost Gold        | 27 de septiembre de 1994 (Sega CD)          |
| Corpse Killer                    | 7 de noviembre de 1994 (Sega CD, Sega 32X)  |
| Crime Patrol                     | 16 de diciembre de 1994 (Sega CD)           |

## Recepción
Matthew Reynolds de Digital Spy escribió que la Menacer fue un «fracaso» mal ejecutada y que es probable que sea mucho menos recordado que su competidora Super Scope, aunque a este último no le fue mucho mejor. Reynolds agregó que la Menacer se vio perjudicada por la mala calidad del cartucho de seis juegos y la falta de títulos que funcionaban como respaldo. Will Smith de The Hawk Eye estuvo de acuerdo con esto y calificó el periférico como «un fracaso comercial y de crítica». Los revisores originales de la Menacer atribuyeron el éxito del dispositivo a la solidez del soporte de los desarrolladores, y varios revisores citaron la falta de buenos juegos para la Menacer como la causa de su declive.
Al escribir para el Chicago Tribune en el Consumer Electronics Show de 1992, Dennis Lynch vio la Super Scope y Menacer como una continuación de una carrera armamentista entre Nintendo y Sega, y escribió que el «accesorio Uzi» del periférico era «justo lo que todo niño necesita». Andy Pargh, del Atlanta Journal-Constitution, dijo que la Menacer era «definitivamente la ganadora» en comparación con la Super Scope. William Burrill, del Toronto Star, escribió que la «Gran Guerra Zapper» se decidiría por la fuerza de los juegos de apoyo de las armas de luz. En última instancia, varios revisores recomendaron que los jugadores esperaran a que se lanzaran más juegos antes de comprar la Menacer. William Burrill del Toronto Star dijo que el jugador no debería molestarse en obtenerlo a menos que «ame absolutamente los juegos de tiro al blanco». Mean Machines llamó a Menacer «una novedad costosa» hasta que tuvo más títulos. Herald Sun escribió en agosto de 1993 que la Menacer parecía ser «una moda costosa y de uso limitado».
GamePro consideró el arma «bien diseñada» y «bastante atractiva», aunque escribieron que los botones de opciones que tenía eran inconvenientes y que las largas recalibraciones de la Menacer antes de las sesiones de juego sin Accu-Sight eran tediosas. Mean Machines escribió que los tonos gris del arma contrastaban con la consola negra brillante. Varios revisores calificaron de inútil la adición del telescopio binocular. Paul Mellerick de Mega consideró que las miras manuales cansaban la vista y que el arma era «mortalmente precisa» siempre que los jugadores usaran el modo Accu-Sight. Aun así, en enero de 1993, Mega consideró que el éxito futuro de la Menacer era indudable. Jaz de Mean Machines tenía pocas expectativas para la Menacer, que comparó con las deficiencias de las armas de luz anteriores: alto precio, novedad de corta duración y escasez de juegos. Gus de Mean Machines escribió que «Sega no ha aprendido las lecciones» del lanzamiento «bastante desagradable» de la Super Scope en la reseña de la Menacer de enero de 1993 para la revista, y calificó la pistola como una «pieza de hardware con el mismo aspecto y el mismo funcionamiento, con algunos complementos redundantes» con títulos de lanzamiento mediocres. Añadió que el uso de la Menacer era menos agotador que el de la Super Scope, elogió los infrarrojos de la Menacer y criticó la falta de software disponible para el arma.
Varios revisores encontraron que los juegos del cartucho incluido eran deficientes y repetitivos. Gus de Mean Machines escribió que eran demasiado simples y fáciles. Del paquete, los críticos sostuvieron Ready, Aim, Tomatoes! en la más alta consideración. Ray Barnholt de 1UP.com escribió que los juegos de la Menacer eran «más aburridos» que los ya aburridos de su competidora Super Scope, pero Tomatoes! le dio al cartucho de Sega «una miseria de valor». Mega calificó el spin-off de ToeJam & Earl con un 62 %, considerándolo «divertido y extraño», aunque «bastante repetitivo». Sega Force pensó que los gráficos del juego eran los mejores del paquete y que su audio era de alta calidad, aunque la revista también consideró que era repetitivo. GamePro pensó que los colores del juego estaban sobresaturados.
En cuanto a los otros títulos de los seis juegos, Mega calificó a Rockman's Zone como «un juego no muy inspirador» por su ritmo lento y sus gráficos «sosos». Los críticos compararon el juego con Hogan's Alley y Empire City: 1931. Mega calificó el concepto de Space Station Defender como «increíblemente tonto». GamePro criticó los gráficos «descoloridos y feos» y el audio «desagradable» de Space Station Defender. La revista tuvo una mala opinión de la mayor parte del audio del cartucho. Mega encontró fácil Whack Ball y no esperaba que los jugadores mantuvieran el interés en él por más de una hora. Sega Visions comparó Whack Ball con Arkanoid. Mega escribió que Front Line estaba mal programado con «la apariencia de nunca haber conocido a un probador de juegos», calificándolo de «verdaderamente horrible». Electronic Gaming Monthly y GamePro compararon el juego con Operation Wolf. Sega Force calificó a Front Line como el más bajo dentro del paquete de seis juegos, con una puntuación del 22 %. La revista escribió que el juego de bichos, Pest Control, aburriría a los jugadores después de diez minutos, y Mega dijo que no valía la pena cargar el juego ni siquiera una vez, dándole la calificación más baja del lote: 12 %. Sega Force escribió en febrero que los juegos sólo eran divertidos durante una hora y que el éxito del periférico dependería de sus juegos futuros, y agregó: «Sin ese apoyo [de los desarrolladores], morirá tan seguramente como lo han hecho todos los demás intentos de armas de luz». La revista finalmente recomendó no comprarla hasta que se lanzaran más juegos.
Paul Wooding, de Sega Force, consideró que Terminator 2 era «imprescindible» para los propietarios de la Menacer y añadió que superaba con creces la calidad del paquete de seis juegos. La revista añadió que el arma registraba disparos más rápido que el mando, era más precisa y funcionaba bien a distancia. Neil West de Mega escribió que la Menacer funciona bien con Terminator 2 en su reseña del juego. Will Smith, de Hawk Eye, escribió en 2010 que el paquete de seis juegos y Terminator 2 eran los únicos juegos de la Menacer fácilmente accesibles. Ken Horowitz de Sega-16 escribió que ninguno de los títulos compatibles con la Menacer era excepcional, aunque Terminator y Body Count se destacaron. Añadió que la pequeña biblioteca de la Menacer facilitaba la recolección. Edward Fox de The Centre for Computing History ha dicho que la Menacer del museo es su pieza favorita de la colección cuando se usa con el traje háptico Aura Interactor.